# 캐나다 외교부
캐나다 외교부(영어: Global Affairs Canada, 프랑스어: Affaires mondiales Canada)는 캐나다의 외교 및 영사 관계를 관리하는 캐나다 정부의 정부 부처로, 외무부의 역할을 한다.
경제협력개발기구(OECD)에 따르면 캐나다의 공적개발원조(ODA)는 국민총소득(GNI)의 0.37%를 차지한다.

## 기능과 구조

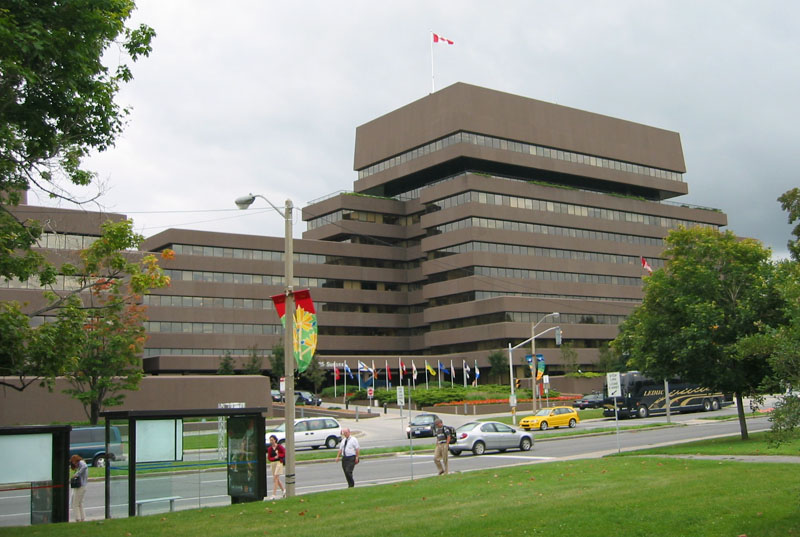
캐나다 외교부 본부 (오타와, 레스터 P. 피어슨 빌딩)

외교부는 오타와의 리도 강 유역에 있는 125 서섹스 드라이브의 레스터 P. 피어슨 빌딩에 본사를 두고 있다.
장관과 차관은 캐나다 하원에서 선출된 의원으로서 의회에 책임을 져야 한다. 장관은 내각과 추밀원의 구성원이기도 하다.

## 같이 보기
- 대한민국-캐나다 관계
- 캐나다의 대외 관계